# Ньормуша (Онезький район)
Ньормуша (рос. Нёрмуша) — присілок в Онезькому районі Архангельської області Російської Федерації.
Населення становить 38 осіб. Входить до складу муніципального утворення Чекуєвське поселення.

## Історія
Від 2004 року входить до складу муніципального утворення Чекуєвське поселення.

## Населення
| 2002 | 2010 | 2012 |
| ---- | ---- | ---- |
| 47   | ↘39  | ↘38  |